# Jom Tob Azulay
Pour les articles homonymes, voir Azoulay.
Jom Tob Azulay, né à Rio de Janeiro en 1941, est un réalisateur et producteur de cinéma brésilien.

## Filmographie

### Réalisateur
- O Judeu (1996)
- Corações a Mil (1981)
- Doces Bárbaros (1977)

### Producteur
- Estorvo (2000)
- O Testamento do Senhor Napumoceno (1997)
- O Judeu (1996)
- A Difícil Viagem (1983)
- Um Homem e o Cinema (1977)